# Havlíček-Anlagen

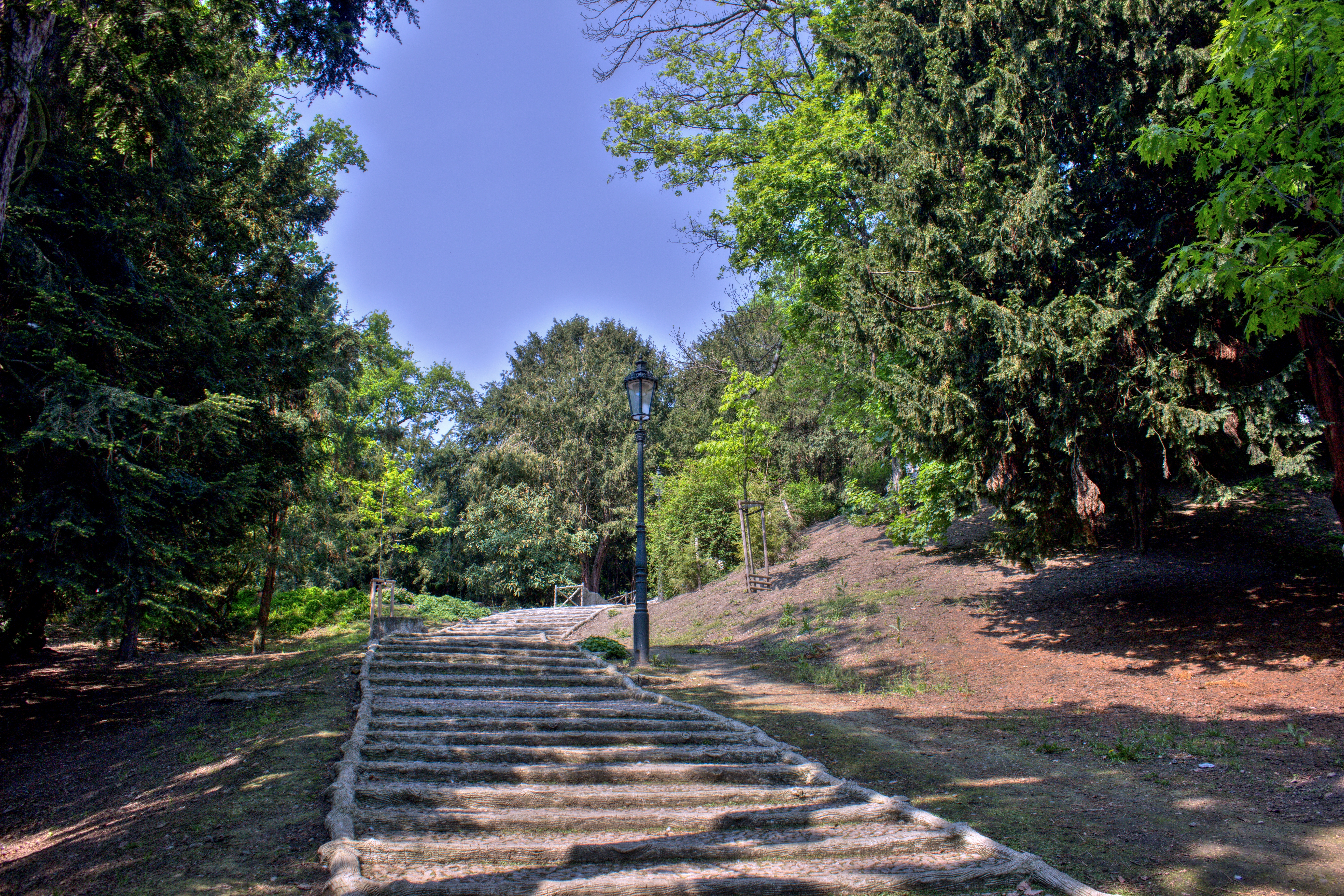
Treppe im oberen Parkteil

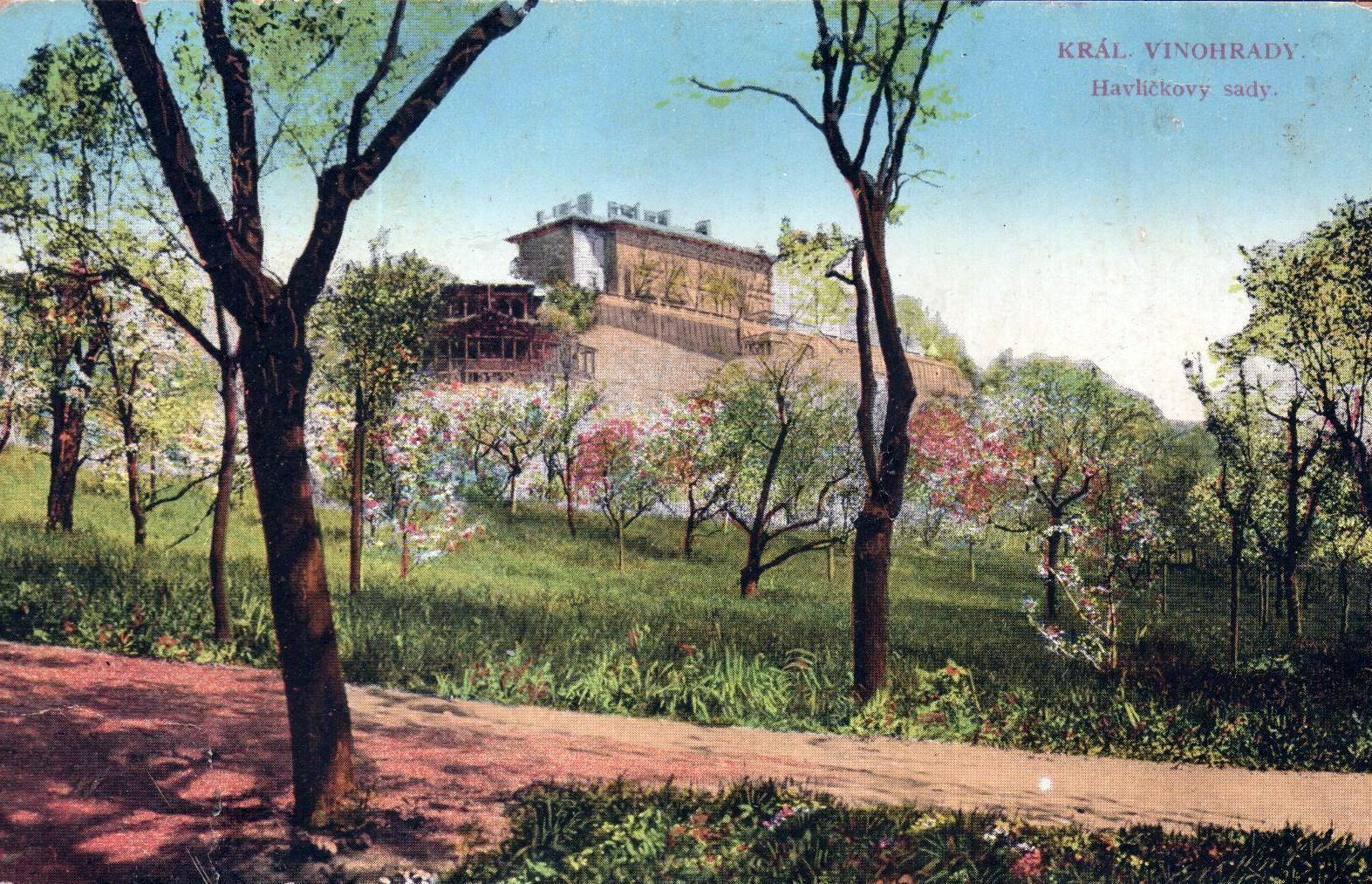
Villa Gröbe mit Obstbäumen (1918)

Die Havlíček-Anlagen (tschechisch Havlíčkovy sady, im Volksmund Gröbovka oder Grébovka genannt) sind eine Parkanlage im Stadtteil Vinohrady der tschechischen Hauptstadt Prag. Der rund elf Hektar große Park in Hanglage befindet sich auf einem Gelände, das seit dem Spätmittelalter für den Weinbau kultiviert wird. Er entstand zwischen 1871 und 1888 um die Villa Gröbe des Industriellen Moritz Gröbe und zeichnet sich durch die architektonische Mischung aus Neorenaissance- und Neoromantik-Elementen aus. Bedeutende Bauwerke sind der Pavillon, der Weinbergaltan und die Grotte mit Springbrunnen. Seit 1964 sind die Havlíček-Anlagen eingetragenes Kulturdenkmal.

## Lage und Umgebung
Die Havlíček-Anlagen erstrecken sich auf einer Seehöhe von 200 bis 245 m n.m. an einem Südosthang über dem Tal des Botič-Baches. Während der Bach die natürliche Süd- bzw. Untergrenze des Parks bildet, wird er auf der Nord- bzw. Oberseite von den Straßen U Havlíčkových sadů und Rybalkova begrenzt. Im Osten verbindet die Straße U vršovického nádraží die Parkanlage mit dem Bahnhof von Vršovice, im Südwesten schließt ein weiterer öffentlicher Park an. Administrativ gehört das Gelände zum zweiten Stadtbezirk (Stadtteil Vinohrady), an drei Rändern der Parkanlage verläuft die Bezirksgrenze zu Prag 10 (Stadtteil Vršovice).
Der von einer Mauer eingefasste, elf Hektar große Park verfügt über sechs Eingänge, die über Nacht geschlossen werden. Er ist zwischen April und Oktober von 6 bis 24 Uhr und zwischen November und März von 6 bis 22 Uhr geöffnet. Von den nächstgelegenen Straßenbahnhaltestellen ist er in etwa fünf Minuten Gehzeit erreichbar. Der Náměstí Míru jenseits des Gründerzeitviertels von Vinohrady liegt rund zehn Gehminuten entfernt.

## Geschichte

### Geschichte des Areals
Auf dem Areal der heutigen Havlíček-Anlagen befand sich bereits im 13. Jahrhundert ein erster Weingarten. Die fachlichen Grundlagen des Weinbaus wurden jedoch erst ein Jahrhundert später durch Karl IV. in Böhmen eingeführt. Außerdem ließ der häufig in Frankreich weilende Regent edle Rebsorten aus dem Ausland importieren. Die erste schriftliche Erwähnung des Geländes findet sich in einem Kaufvertrag aus dem Jahr 1323. Der Prager Bürger Albert Štuk erwarb damit den Weinberg vom Abt des Klosters Wilhelmszell. Ein weiterer Weingarten auf dem Gebiet der heutigen Obstplantage befand sich zu Beginn des 15. Jahrhunderts im Besitz deutscher Kreuzfahrer der St.-Benedikt-Kirche auf dem Hradschin. 1409 kaufte der Prager Petr Meziříčský den über das Gelände fließenden Bach und benannte ihn nach sich, Meziříčská. Zwei weitere, kleinere Weingärten trugen die Namen Budějovická (Klínek) und Cášská. Budějovická wechselte 1433 im Zuge einer Schuldenrückzahlung den Besitzer und ging an einen Metzger.
Im Lauf der Jahrhunderte blieb das Gebiet nicht von Kriegsgeschehnissen verschont. 1420 lagerte dort ein Heer im Zuge der Schlacht bei Vyšehrad. Auch 1448 sowie während des Dreißigjährigen Krieges und des Österreichischen Erbfolgekrieges diente das Areal als Lagerplatz für Soldaten.
Um 1700 wurden das Obere und Untere Landhaus (Horní und Dolní Landhauska), damals Halířovský grunt genannt, erbaut. Das Obere Landhaus befand sich ursprünglich nahe dem Standort der heutigen Villa Gröbe. Nach dem Dreißigjährigen Krieg gehörten die Landhäuser den Jesuiten und dienten älteren und kranken Ordensmitgliedern als Sommerresidenz. Danach wechselten die Gebäude und Landgüter öfter den Besitzer. Josef Thaddeus Lumbe von Mallonitz, der am Prager Polytechnikum Landwirtschaft lehrte, ließ beide Landhäuser umbauen und Teile des Weinberges und der Gärten in eine Obstplantage umgestalten.

### Geschichte der Parkanlage
Im Jahr 1870 erwarb der Bauunternehmer und Industrielle Moritz Gröbe das Areal und beschloss, sich mit einer umfassenden Umgestaltung selbst ein Denkmal zu setzen. Zunächst ließ er im oberen Teil des Geländes eine kleine Villa nach Plänen des Architekten Alois Turek (1810–1893) errichten. Gleichzeitig erfolgte der Bau der Umfassungsmauern mit mehreren Toren. Nachdem Gröbe sich für ein endgültiges Konzept entschieden hatte, musste die erste Villa einem prachtvollen zweigeschossigem Neorenaissance-Bau weichen. Dafür waren aufwendige Erdarbeiten notwendig. So mussten etwa für die die Anlage von zwei Terrassen 60.000 Pferdewagenladungen Erde von der Baustelle des nahegelegenen Eisenbahntunnels herangekarrt werden. Mit der Gestaltung der Parkanlage wurden mehrere Fachleute, darunter Rudolf Vácha aus dem südböhmischen Frauenberg sowie die Herren Menzer und Perold aus Dresden, betraut.
Insgesamt investierte Gröbe 1,76 Millionen Kronen in die Baumaßnahmen.
Gröbes Erben verkauften die Villa und das Grundstück schließlich 1905 für 841.000 Kronen an die Gemeinde Vinohrady. Am 16. Mai des folgenden Jahres wurden die Havlíček-Anlagen, benannt zu Ehren des 1856 verstorbenen Dichters und Journalisten Karel Havlíček Borovský, für die Allgemeinheit geöffnet. Zu diesem Zeitpunkt standen in der Umgebung bereits einige neue Mietshäuser und die ursprünglich abgelegene Residenz befand sich inmitten eines Wohngebiets. Gegen Ende des Zweiten Weltkrieges führten die Luftangriffe der Alliierten zu starken Beschädigungen an Park und Gebäuden. Dach und Stockwerke der Villa sowie Teile des Weinberges wurden durch Brandbomben zerstört. Schwere Schäden erlitten außerdem die Weinkeller, das Haupteingangstor, die Gewächshäuser und das Vivarium. Nach dem Krieg wurde der Park etappenweise wiederaufgebaut, was sich jedoch aufgrund eines Mangels an Baumaterial als schwierig erwies. Die Ruinen der Gewächshäuser wurden entfernt und durch einen Spielplatz ersetzt. Das Haupteingangstor wurde restauriert und im Pförtnerhaus ein Zeitungs- und Tabakgeschäft untergebracht. Zwischen 1951 und 1953 wurde auch die Villa Gröbe restauriert.
Nach 1945 übernahm die staatliche Behörde für Forst-, Obst- und Gartenbau die Instandhaltung des Geländes. Die Wege ließ man asphaltieren, der Gesamtzustand der Anlage blieb allerdings schlecht. In den Jahren von 1973 bis 1975 wurden die Grotte und der Figurenbrunnen aufwendig restauriert. 1989 gingen die Havlíček-Anlagen in den Besitz der Hauptstadt über, bis 1999 wurden die einzelnen Parkbestandteile schrittweise in die Verwaltung des zweiten Stadtbezirks überführt. Nach wiederholter öffentlicher Kritik am Zustand der Anlage, insbesondere der Grotte, wurde der Komplex bis 2013 weitgehend rekonstruiert.

## Flora und Fauna

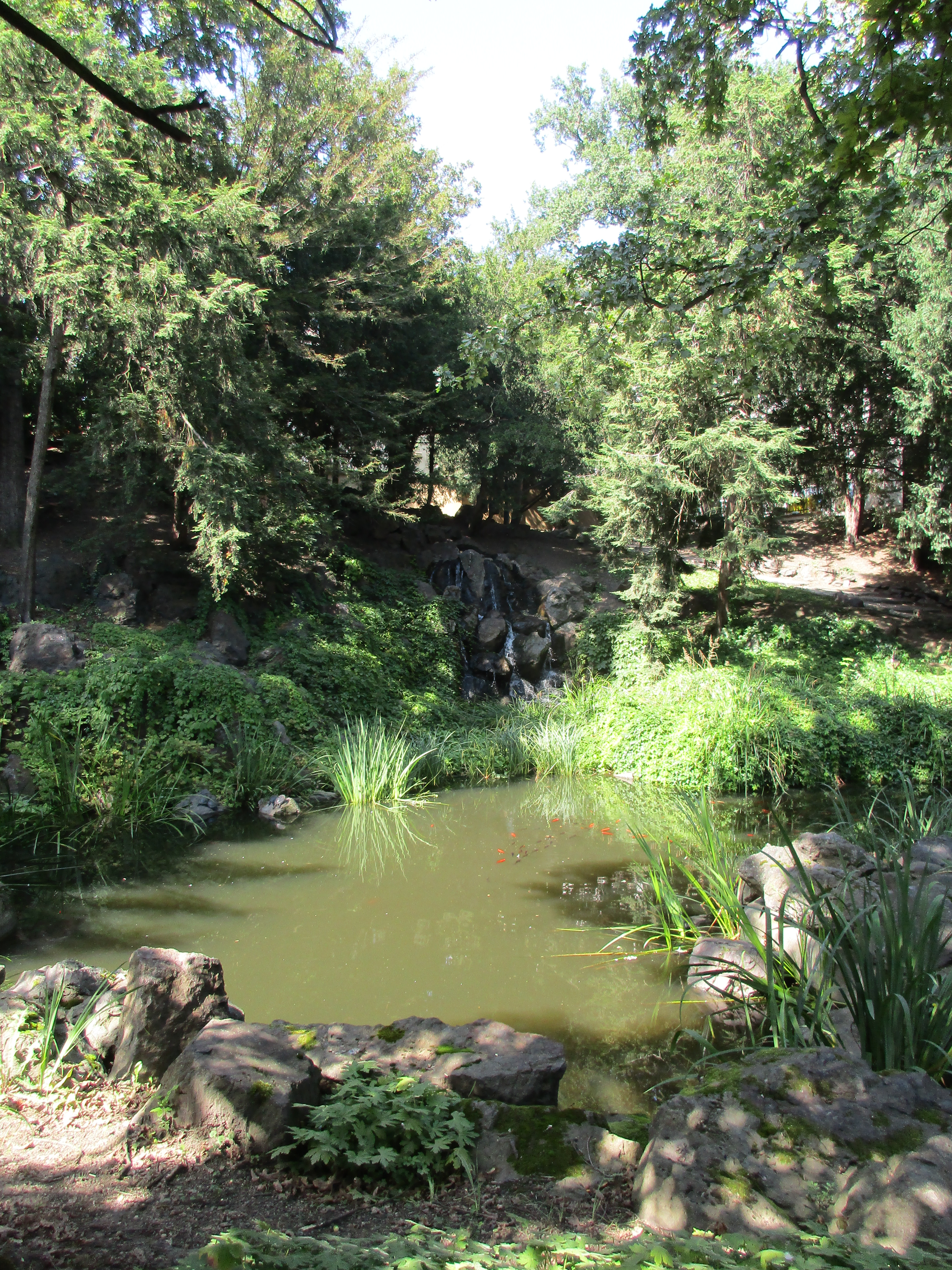
Von unterschiedlichen Baumarten gesäumter Teich

Der Park gilt dank seines Artenreichtums als dendrologisch wertvoll. Insgesamt wachsen dort 120 unterschiedliche heimische und exotische Baumarten. Von der heimischen Baumflora gedeihen unter anderem Edelkastanie, Gemeine Esche und deren Kulturvarietät Traueresche, Rotbuche, Zerreiche und verschiedene Ahorne, Eichen, Fichten, Linden, Kiefern, Maulbeeren, Mehlbeeren, Pappeln und Rosskastanien. Als Exoten kommen etwa Blasenesche, Ginkgo, Amerikanische Gleditschie, Kanadische Hemlocktanne, Biegsame Kiefer, Tränen-Kiefer, Amur-Korkbaum, Tulpen-Magnolie, Amerikanischer Zürgelbaum sowie Scheinzypressen vor.
Die Anlage ist außerdem von ornithologischer Bedeutung. Insgesamt wurden 25 Vogelarten nachgewiesen, von denen elf ganzjährig anzutreffen sind. Dazu gehören Bekassine, Eichelhäher, Elster, Rotkehlchen und Uferschnepfe. Buntmeise, Grünspecht, Schleiereule, Sumpfmeise und gelegentlich der Sperber sowie verschiedene Rabenvögel nutzen den Park als Winterquartier. Im Frühling und Sommer kommen acht Arten vor, darunter Haussperling, Mönchsgrasmücke, Ringeltaube und Zilpzalp. Neben Elster, Eichelhäher und Mauersegler wurden neun weitere Arten als Nistvögel nachgewiesen. Für Höhlenbrüter bieten sich aufgrund der Erhaltung zahlreicher alter Baumhöhlen besonders günstige Nistbedingungen.
Auf dem Areal wurden 254 meist sehr kleine Schmetterlingsarten, darunter vier Edelfalter, drei Weißlinge und zahlreiche Mottenarten, festgestellt. Als Waldsteppenrelikt kommen zwei flügellose Rüsselkäferarten vor. Die zehn nachgewiesenen Weichtierarten sind vor allem solche, die Ruderalflächen bewohnen, und treten nur an einigen wenigen Stellen auf.

## Weinberg

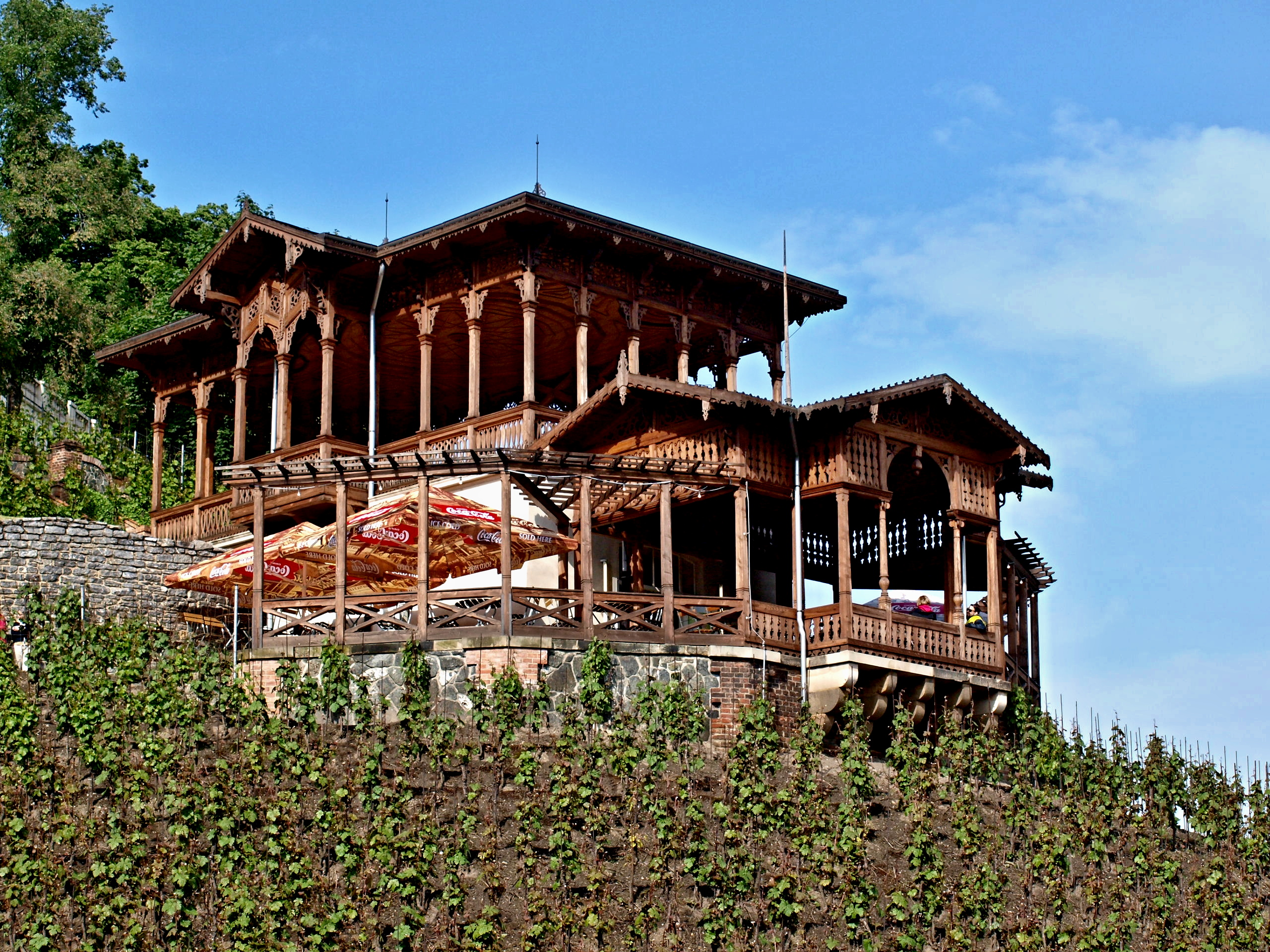
Altan über dem Weinberg

Der von Moritz Gröbe revitalisierte Weinberg stellt den letzten Rest einer ganzen Reihe von Weingärten in dem Gebiet dar. Er wurde an einem steilen Hang angelegt, der teilweise mit Aushubmaterial von der Baustelle des Prager Eisenbahntunnels aufgeschüttet worden war. Im östlichen Teil des Weinberges wurde auf dem Fundament des ursprünglichen Oberen Landhauses ein Weinkeller gebaut. Weil Gröbe offenbar plante, ein weiteres Stockwerk aufzusetzen, erfolgte nur eine provisorische Überdachung. Ehe der Park für die Allgemeinheit geöffnet wurde, erhielt der Weinberg einen eigenen Zaun. Später wurde er an die Firma Bradanovič verpachtet.
Da er allmählich verwahrloste, sollte der Weingarten 1926 aufgelassen und mit Obstbäumen bepflanzt werden. Mit der Hilfe eines Winzers aus Mělník gelang es dem Obstbauamt jedoch, den Weinberg wiederherzustellen und zu verjüngen. 1926 wurden 4000 Setzlinge gepflanzt, 1935 weitere 2000. Aufgrund eines Mistmangels begann man 1928 die Anbaufläche mit Kompost und Klärschlamm aus der Kläranlage Bubeneč zu düngen. Der Weinbauertrag konnte dank dieser Maßnahmen verzehnfacht werden. Damals wurden die Rebsorten Blauer, Grauer und Weißer Burgunder, Gutedel, Portugieser, Riesling, Silvaner, St. Laurent und Traminer kultiviert. Bis 1933 verwaltete das Obstbauamt den Weinberg und kümmerte sich um die Verarbeitung der Trauben. Danach wurden diese Aufgaben der Firma Tesařík a Pavela übertragen, die den natürlichen Weißwein Pražský radniční hrozen und den Rotwein Primátorský hrozen herstellte. Die Weine, deren Qualität als sehr gut beschrieben wurde, dienten ursprünglich dem Prager Rathaus für die Bewirtung seiner Gäste. Seit 1938 waren die Weine mit dem Emblem der Stadt und einem Bild des Rathauses auf dem Etikett frei im Handel erhältlich.
Am Ende des Zweiten Weltkrieges diente ein Teil des Weinberges dem Anbau von Gemüse. Durch Luftangriffe schwer beschädigt, musste er nach dem Krieg wiederhergestellt werden. Ab 1960 wurde der Wein teilweise in der tschechischen Weinfabrik in der nahegelegenen Brauerei von Nusle produziert. Besonders bekannt waren die Marken Pražský výběr und Vino-hradské. Da sich der Zustand in den folgenden Jahrzehnten wieder verschlechterte und die ausbleibende Verjüngung für sinkende Erträge sorgte, stand 1989 erneut die Umwandlung in eine Obstplantage im Raum. 1992 und 1993 erfolgte eine Restaurierung auf Kosten des zweiten Stadtbezirks. Der Weinberg umfasst seither eine Fläche von 1,7 Hektar und produziert jährlich 4000 Liter Wein. Angebaut werden die Rebsorten Blauer und Grauer Burgunder, Dornfelder und Müller-Thurgau. Seit 1997 findet die jährliche Weinlese Vinohrady statt.

## Bauwerke

### Landhäuser

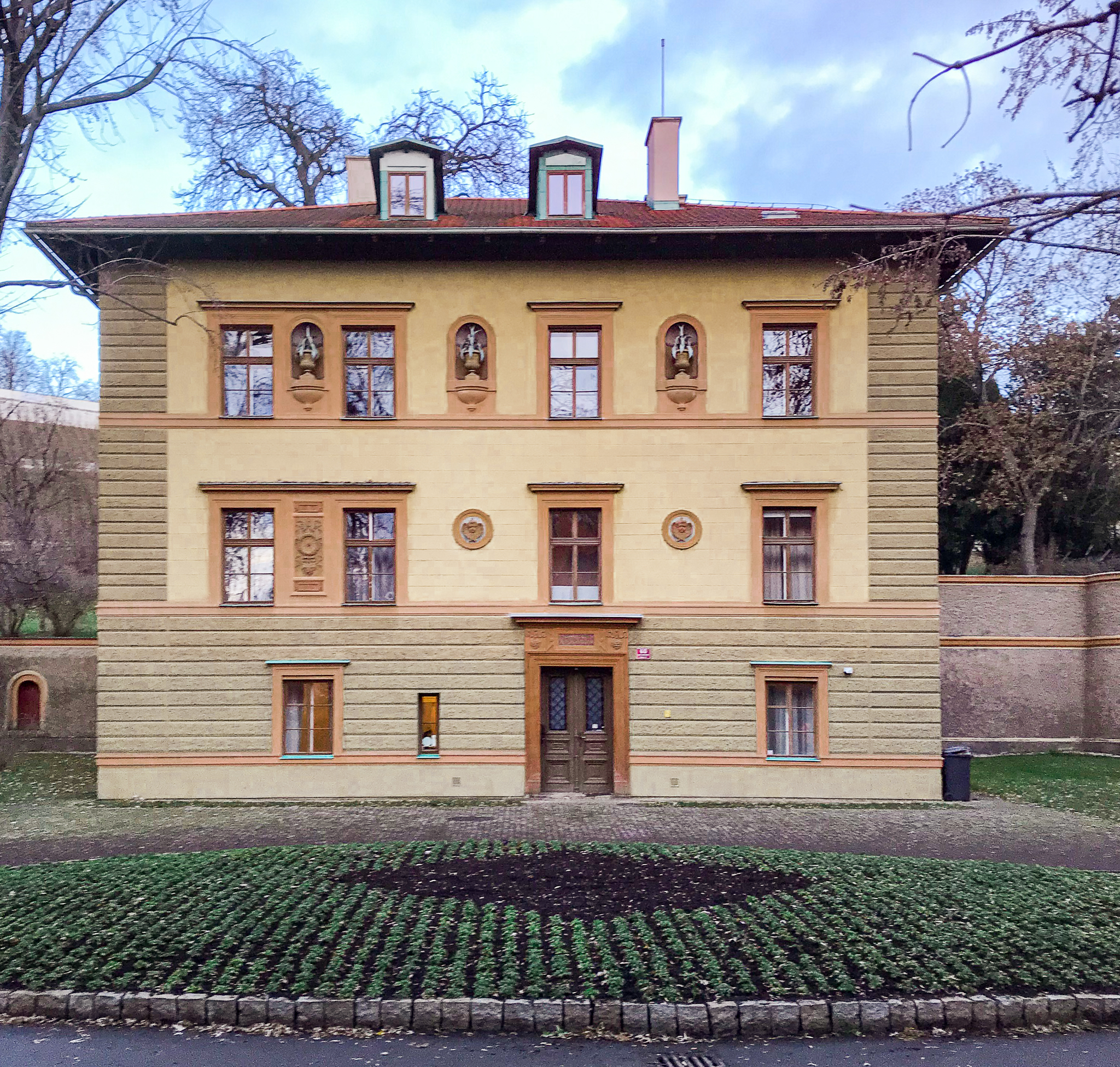
Unteres Landhaus, Frontansicht

Die Verwaltung des Oberen Landhauses (Horní Landhauska) übernahm nach dem Zweiten Weltkrieg die Bezirkswohnbaugesellschaft, die darin Büros einrichten ließ. Im nordöstlichen Gebäudeteil wurden öffentliche Toiletten betrieben, die Keller wurden als Weinlager vermietet. Im Zuge der allgemeinen Privatisierung erwarb das Landhaus 1995 ein Ingenieur für den Preis von 4,5 Millionen Kronen. Weil eine Versteigerung erfolglos blieb, ließ er das Gebäude umgestalten, drei Wohnungen, ein offenes Atrium zwischen den Flügeln und drei Garagen errichten. Heute enthält das Landhaus eine Weinhandlung samt Lokal.
Während der Errichtung der Parkanlage wurde das alte Untere Landhaus (Dolní Landhauska) 1871 abgerissen und durch ein zweigeschossiges Gebäude im Stil der Neorenaissance ersetzt. Der Entwurf mit Terrassengarten stammt von dem Architekten Anton Viktor Barvitius, der auch die stilistisch sehr ähnliche Villa Gröbe im Zentrum der Parkanlage umsetzte. Wie das Obere Landhaus wurde das Gebäude nach dem Krieg von der Bezirkswohnbaugesellschaft verwaltet und mit sieben Wohneinheiten ausgestattet. Im Rahmen von Rekonstruktionsarbeiten erhielt es 2007 ein neues Dach und eine neue Fassade. Zudem wurde die Stützmauer repariert.

### Villa Gröbe

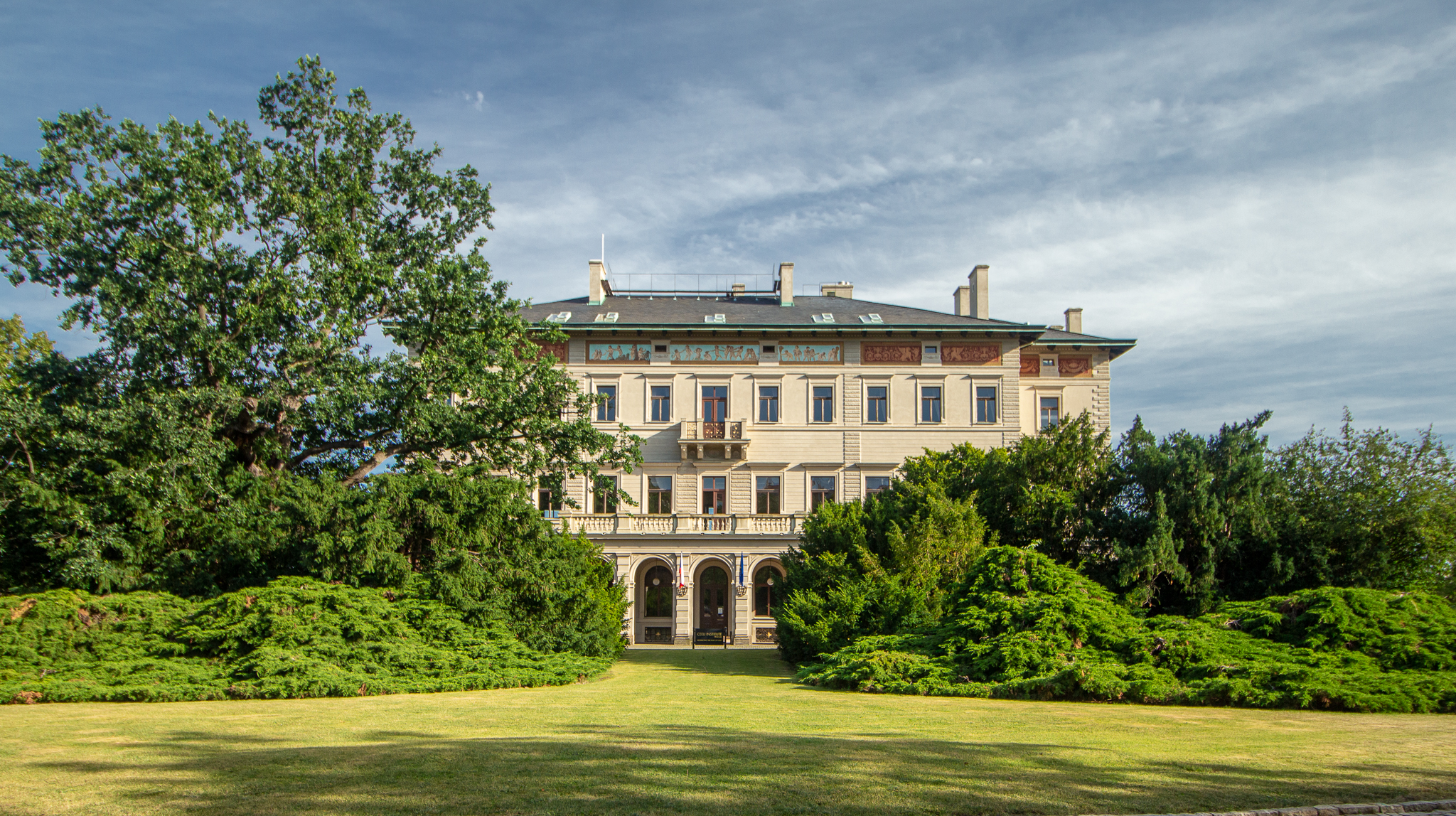
Villa Gröbe, Nordansicht

Bei der Villa Gröbe handelt es sich um ein zweigeschossiges Neorenaissance-Bauwerk, das auf einer künstlichen Terrasse über dem Botič-Tal erbaut wurde. Sie bildet, von Vršovice und Nusle aus gesehen, ein markantes Wahrzeichen und gilt als eine der schönsten Villen der Stadt. Sie wurde zwischen 1871 und 1874 nach Plänen von Anton Viktor Barvitius, der zeitgleich am Wiener Franz-Josefs-Bahnhof arbeitete, errichtet. Die Innengestaltung geht auf Josef Schulz und den Wiener Bildhauer Kugler zurück. Architektonisch ließen sich die Schöpfer von den italienischen Vorstadtvillen der Renaissance inspirieren, die Adel und Klerus als Sommerresidenzen dienten. Das Gebäude hat einen rechteckigen Grundriss und ist durch eine Loggia mit Arkaden auf der Nordseite sowie durch einen flachen Risalit auf der Südseite charakterisiert. Südlich schließt eine großzügige Terrasse an, von der eine doppelte Treppe zum Weinberg hinunterführt.

### Pavillon

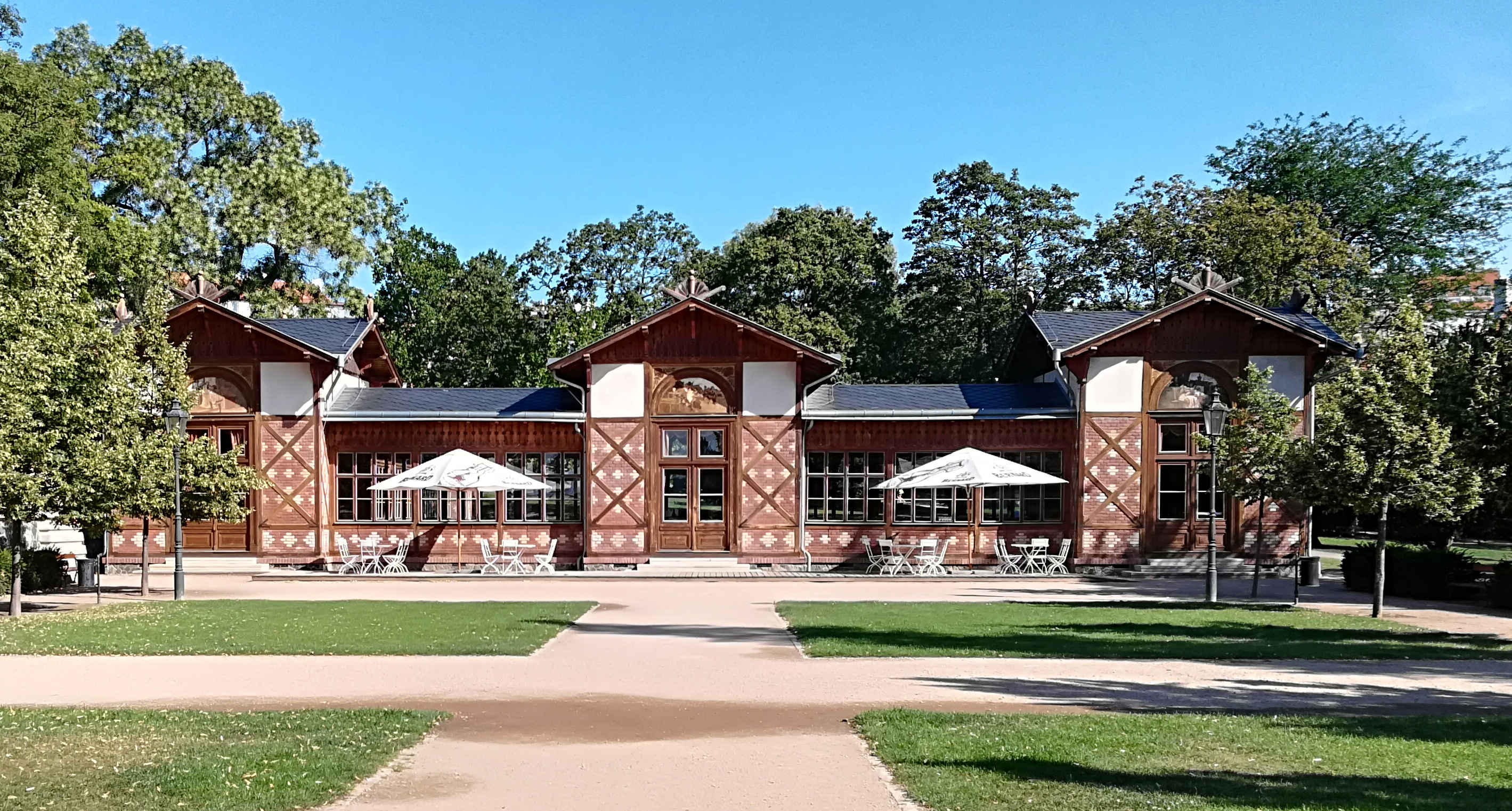
Pavillon mit Kaffeehaus

Der Pavillon im oberen Teil der Anlage wurde in den 1870er Jahren nach einem Entwurf von Josef Schulz erbaut. Die verspielte, unbeschwerte Ästhetik sollte einen Kontrapunkt zur gediegenen und repräsentativen Villa darstellen. Ursprünglich diente das Gebäude als Gartenspielzimmer mit Schießstand, Kegelbahn, Schachtischen und anderen Attraktionen, bei denen sich Besucher der Anlage entspannen und erholen konnten. Größtenteils aus Holz gefertigt, bestand der Pavillon nach dem Bau aus einem südlichen Hauptflügel mit drei Türmen und zwei orthogonalen Seitenflügeln. Der Ostflügel diente dem Bogenschießen, wurde aber Mitte des 20. Jahrhunderts abgerissen und durch einen Anbau ersetzt, während der Westflügel heute noch erhalten ist. Über den Turmportalen befinden sich Lünetten mit Figurenbildern. Alle Holzteile bestehen aus Lärchenholz, der Hauptflügel verfügt über eine Kassettendecke, die Seitenflügel über freiliegende Deckenstrukturen. Als einer von mindestens zwei Urhebern der Wandmalereien wird der Historienmaler Adolf Liebscher (1857–1919) vermutet.

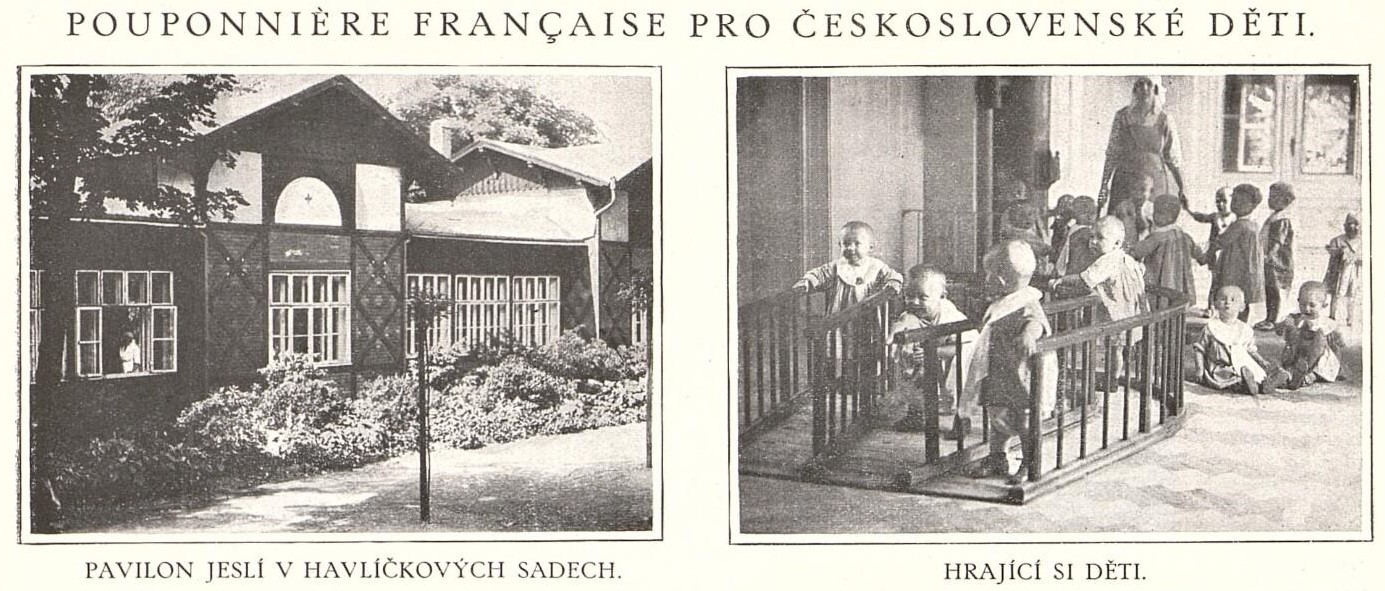
Französische Kinderkrippe (1924)

Nach Ende der Habsburgermonarchie ließ die französische Militärmission im Oktober 1919 unter Schirmherrschaft von General Maurice Pellé eine moderne Kinderbetreuungsstätte einrichten. Die Betreuungseinrichtung bestand aus zwei Abteilungen. Der Kindergarten befand sich im rechten und mittleren Flügel und diente tagsüber Kindern im Alter von drei bis sechs Jahren. Er bestand aus einem einzigen 100 Quadratmeter großem Raum, in dem sich 25 Kinderbetten, Tische, Bänke und eine Spielecke befanden. In einem eigenen Badezimmer hatte jedes Kind einen Waschlappen, ein Handtuch, einen Kamm und eine Tasche für Wäsche. Des Weiteren existierten eine separate Küche, eine Milchküche und ein Waschraum sowie ein Isolierzimmer für den Fall einer Infektion. Der linke Gebäudeteil wurde als Krippe für Kinder im Alter von sechs Wochen bis eineinhalb Jahren genutzt. Die Station mit 35 Betten verfügte über eine eigene Küche und ein eigenes Bad. Die Einrichtung galt als modern und konnte auch von ärmeren Familien in Anspruch genommen werden.
Nach dem Zweiten Weltkrieg wurde die Kinderbetreuung fortgeführt. Im Rahmen des Wiederaufbaus wurden einige Fenster und Türen zugemauert und die ursprüngliche Bausubstanz, die Decken und Wandmalereien, durch Trennwände verdeckt. Im Westflügel wurde ein neuer Eingang vom Hof aus angelegt, der Ostflügel wurde umgebaut, ein Heizraum und sanitäre Anlagen hinzugefügt. Trotz des Umbaus blieben die meisten Elemente des ursprünglichen Pavillons, neben den Malereien Fenster, Türen und farbige Ziegel, erhalten. In der zweiten Hälfte des 20. Jahrhunderts wurde der Pavillon mehrfach umgebaut. Teile des originalen Mauerwerks wurden abgerissen, der Ostflügel durch einen Anbau ersetzt, die Eingangsportale zugemauert und die Ziegel rot gestrichen. Weil er zusehends verfiel, musste er schließlich aus Sicherheitsgründen geschlossen werden. Nachdem das Central and Eastern European Law Initiative (CEELI) Institute die Villa und den Pavillon übernommen hatte, entdeckte man wertvolle Fresken, deren kostspielige Instandsetzung eine Rückübernahme durch den Bezirk erforderlich machte. Nach geglückter Rekonstruktion wurde der Pavillon mit Kaffeehaus und Nachbildung der Kegelbahn 2009 anlässlich des Weinlesefestes wiedereröffnet.

### Weinbergaltan

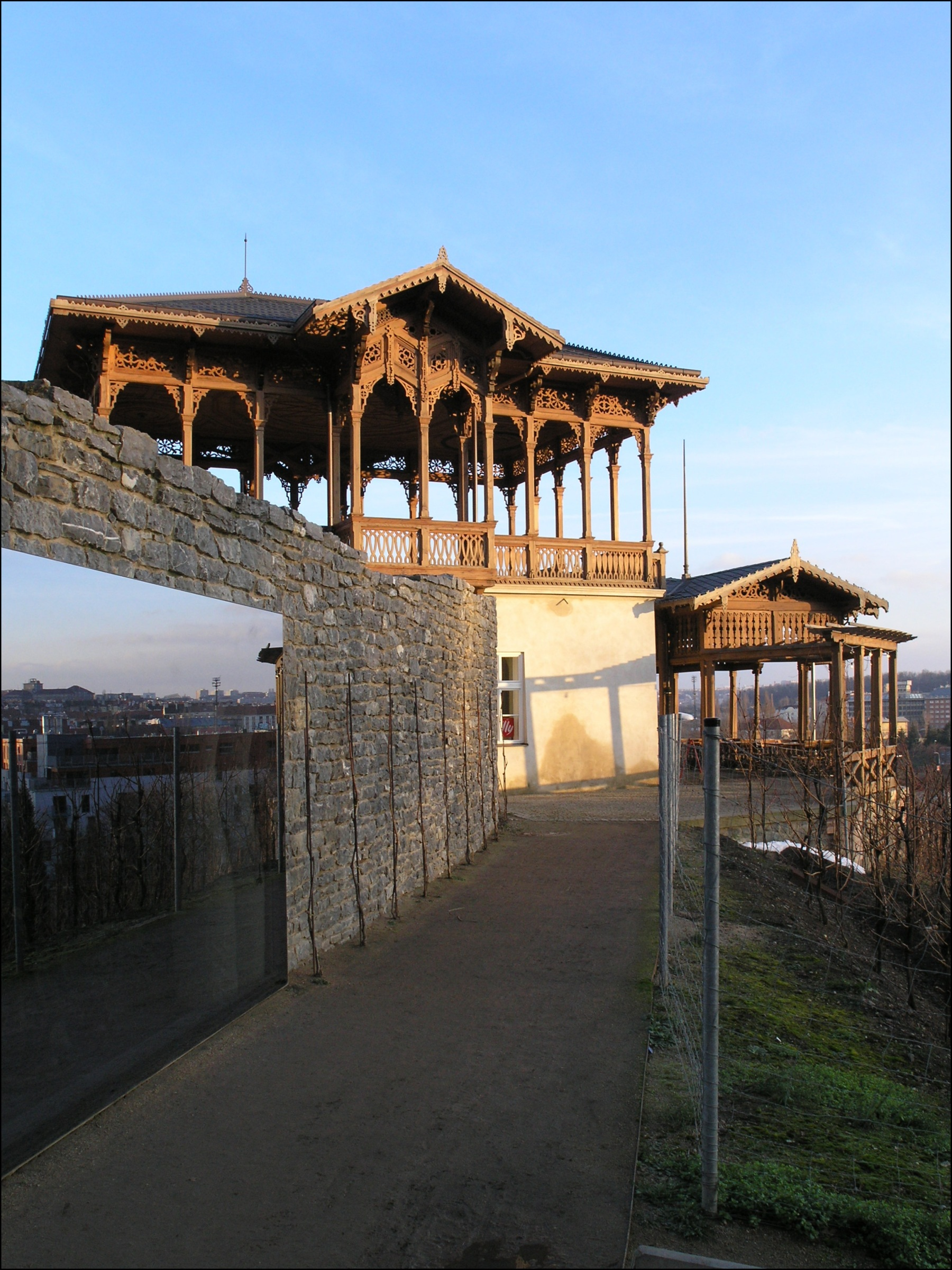
Altan, Seitenansicht

Der von Josef Schulz entworfene Weinbergaltan (Viniční altán) wurde im romantischen Stil erbaut und steht auf einer kleinen Steinterrasse im westlichen Teil des Weingartens. Die Holzkonstruktion besteht aus zwei versetzten Etagen, der untere Teil ist durch symmetrische Flügel von Seitenpergolen ergänzt. Nach dem Zweiten Weltkrieg verfiel der Altan allmählich und musste wegen Einsturzgefahr notdürftig abgestützt werden. Kinder nutzten das Bauwerk als Spielstätte, später diente es Obdachlosen als Schlafstelle.
Der Altan war das erste Bauwerk des Parks, das nach 1989 vollständig rekonstruiert wurde. Der Auftrag dafür erging 2002 an das Unternehmen Skanska und wurde von vier Architekten begleitet. Die hölzerne Bausubstanz musste aufgrund ihres Zustandes komplett erneuert werden. Am Rest des Gebäudes wurden im Vergleich zur ursprünglichen Form einige Änderungen vorgenommen. Unter anderem wurde eine zusätzliche Wand eingezogen, die Böden mit Beleuchtung ausgestattet und neue Sanitäranlagen errichtet. Neben einem Weinkeller entstand ein neuer, langgestreckter Veranstaltungsraum im hinteren Teil des Gebäudes. Die Rekonstruktions- und Umbauarbeiten wurden im Juli 2004 abgeschlossen und kosteten insgesamt 20 Millionen Kronen. Seither dient das historische Bauwerk als Kaffeehaus und Weinstube und wird gern für Veranstaltungen wie Hochzeiten genutzt.

### Vivarium
Gegenüber dem Oberen Landhaus befanden sich früher Gewächshäuser, in denen exotische Pflanzen für den Park gezüchtet wurden. Das größte Gewächshaus wurde nach dem Ersten Weltkrieg in einen Salon für die Künstlerszene Vinohradys umgebaut, der den Bedürfnissen der Künstler jedoch nicht gerecht wurde. 1927 mietete die Aquariumsgesellschaft Leknín das Gebäude und ließ es wiederum zu einem Vivarium umbauen. In dem kleinen Zoo hielt man unter anderem ein Nilkrokodil, drei Alligatorenm, Aquarienfische, mehrere Affenarten und eine Löwin. Die Fußballer der Bohemians Prag 1905 brachten von einer Reise nach Australien zwei Kängurus mit und führen das Beuteltier bis heute in ihrem Vereinslogo. Bis zur Gründung des Prager Zoos im Jahr 1931 beherbergte das Vivarium die größte Sammlung exotischer Tiere der Stadt. Nachdem es im Februar 1945 einem Bombenabwurf zum Opfer gefallen war, mussten die überlebenden Tiere in den Prager Zoo im Stadtteil Troja übersiedelt werden.

### Grotte

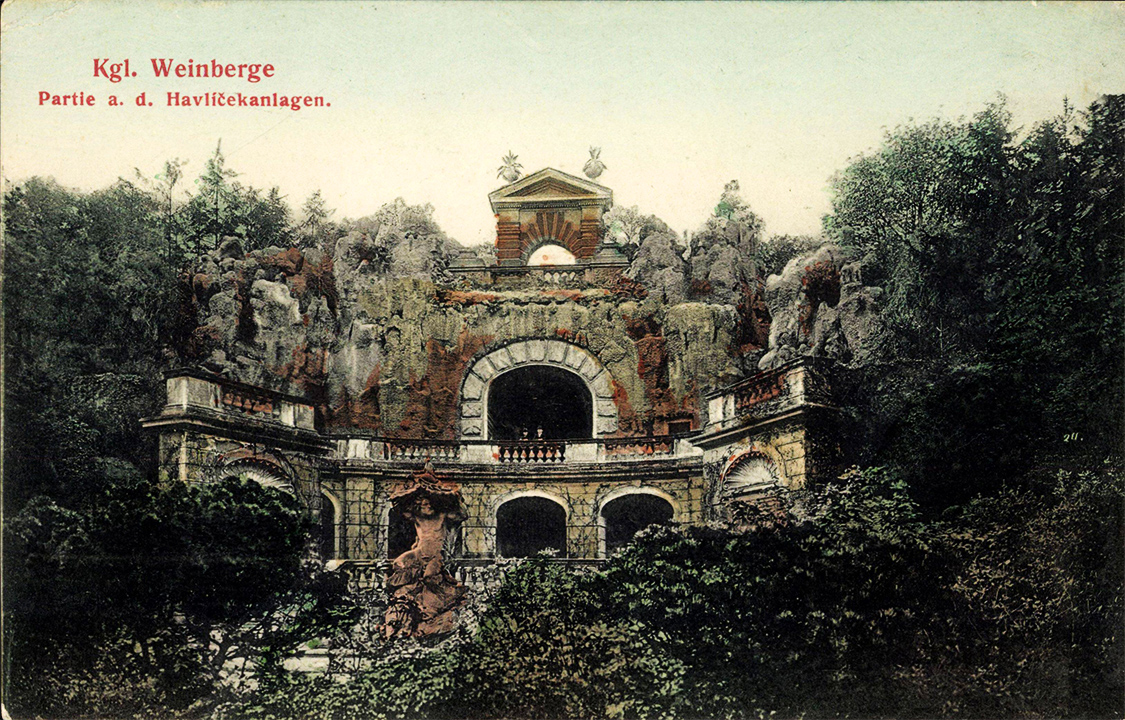
Grotte auf einer Postkarte (1913)

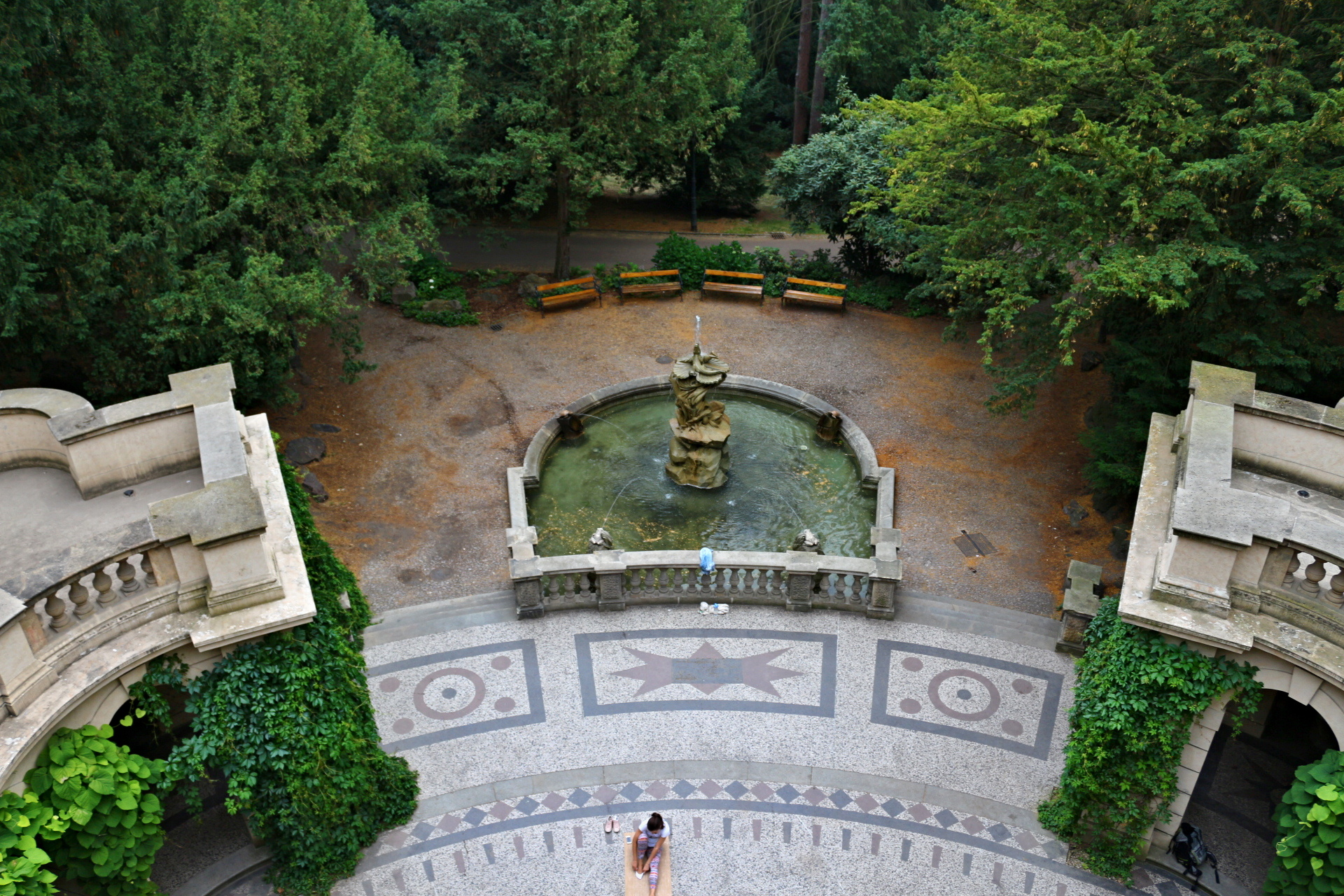
Blick von der Aussichtsplattform auf den Tritonbrunnen vor der Grotte

Die künstliche Grotte wurde als romantisches Element in die Parkanlage integriert. Dem Bau selbst gingen Studienreisen des Architekten Anton Viktor Barvitius, des Baumeisters und seines Assistenten nach Italien und Deutschland voraus. Als Inspirationsquelle dienten unter anderem das Berliner Aquarium Unter den Linden, der Bergpark Wilhelmshöhe und der Vesuv von Wörlitz. Nachdem der Bildhauer Josef Vorlíček ein Modell des Bauwerks angefertigt hatte, wurde bereits 1871 mit dem Bau der künstlichen Felsen und Höhlen begonnen. Um wie Tropfsteine zu wirken, wurden die Felsen aus hochwertigen Ziegeln und Zementmörtel hergestellt und mit Zement verputzt. In der Grotte schufen die Erbauer kleinere Hohlräume und Winkel mit Steinsitzen. Auf dem höchsten Punkt des Bauwerks wurde eine Aussichtsplattform samt Triumphbogen eingerichtet. Die Basis besteht aus einem Arkadengang, vor dem sich ein Wasserbecken mit figürlichem Springbrunnen befindet. In der Mitte des Beckens thront eine Statue von Bohuslav Schnirch, deren Entstehung zwischen 1873 und 1877 vermutet wird. Ein knieender Meeresgott trägt auf seinen Schultern eine Muschel, in deren Mitte ein Krokodil sein geöffnetes Maul emporreckt. Die Figuren sind aus feinkörnigem, ockerfarbenen Sandstein aus der Region Boháňka gehauen. Obwohl oft als Neptunbrunnen beschrieben, handelt es sich laut Restauratoren und anderen Experten bei dem Meeresgott um eine Darstellung des Triton. Nahe der Grotte wurde ein Teich mit Überlauf angelegt. Rundherum bestehen künstliche Baumstümpfe und Wurzeln aus Beton, die Randsteine und Stufen des Parkweges bilden. Die bis zu drei Tonnen schweren Felsen am Teich stammen aus Ďáblice und Třebonice.
In der Zwischenkriegszeit etablierte sich in der Grotte ein Restaurant mit dem Namen U Neptunovy jeskyně (In Neptuns Höhle). Während der Saison standen in den Hohlräumen sowie auf den Terrassen und Balkonen Tische mit Sonnenschirmen und es gab Livemusik und Tanz. Nach dem Zweiten Weltkrieg wurde die Gaststätte vorerst weiter betrieben. 1950 übernahm ein staatliches Unternehmen den Betrieb und stellte ihn wenig später ein. Wie auch der Weinberg litt die Grotte unter Vandalismus und musste zwischen 1973 und 1975 erstmals aufwendig repariert werden. Später nutzten Jugendliche das Bauwerk als Alkohol- und Drogenumschlagplatz, Obdachlose suchten dort Unterschlupf. Als Reaktion darauf wurden die Eingänge zugemauert und das Gelände um die Grotte eingezäunt.
Die 1974 erstmals restaurierte Tritonstatue galt später zeitweise als verschollen und wurde nach einer polizeilichen Suchaktion in der Feste Třebotov aufgespürt. Es wurden zwei Kopien angefertigt, von denen eine in Třebotov blieb, während die zweite am ursprünglichen Standort aufgestellt wurde. Das Original wird im Neuen Rathaus aufbewahrt. Zwischen 2010 und 2011 wurde die Grotte mit einem Kostenaufwand von etwa 40 Millionen Kronen restauriert. Das Resultat erhielt Auszeichnungen in den Bereichen Denkmalschutz sowie Park und Garten. Seit 2020 ist die Grotte Schauplatz eines jährlichen Freiluft-Sommertheaters, das vom Divadlo MA organisiert wird.

## Sonstiges
Auf dem Gelände existieren zwei öffentliche Spielplätze. Der größere wurde 2006 eröffnet und befindet sich nahe dem Oberen Landhaus, der kleinere (U Štiky) liegt im unteren Teil der Anlage in der Nähe des Unteren Landhauses. An einer Parkbank zwischen Villa und Grotte erinnert eine Gedenktafel an den 2010 verstorbenen Musiker Petr Muk. An einem Eingangstor steht eine Hundehütte, die in Anlehnung an den ehemaligen Hausherren, die Inschrift „Baron von Gröbe“ trägt.
In der Nähe der Villa Gröbe wurden Teile des Stummfilms Kozlonoh (1918) und des Märchenfilms Wie man Dornröschen wachküßt (1977) gedreht. 1978 entstanden einige Szenen des Märchenfilms Die Schöne und das Ungeheuer in der Grotte.